# Marin-Marie

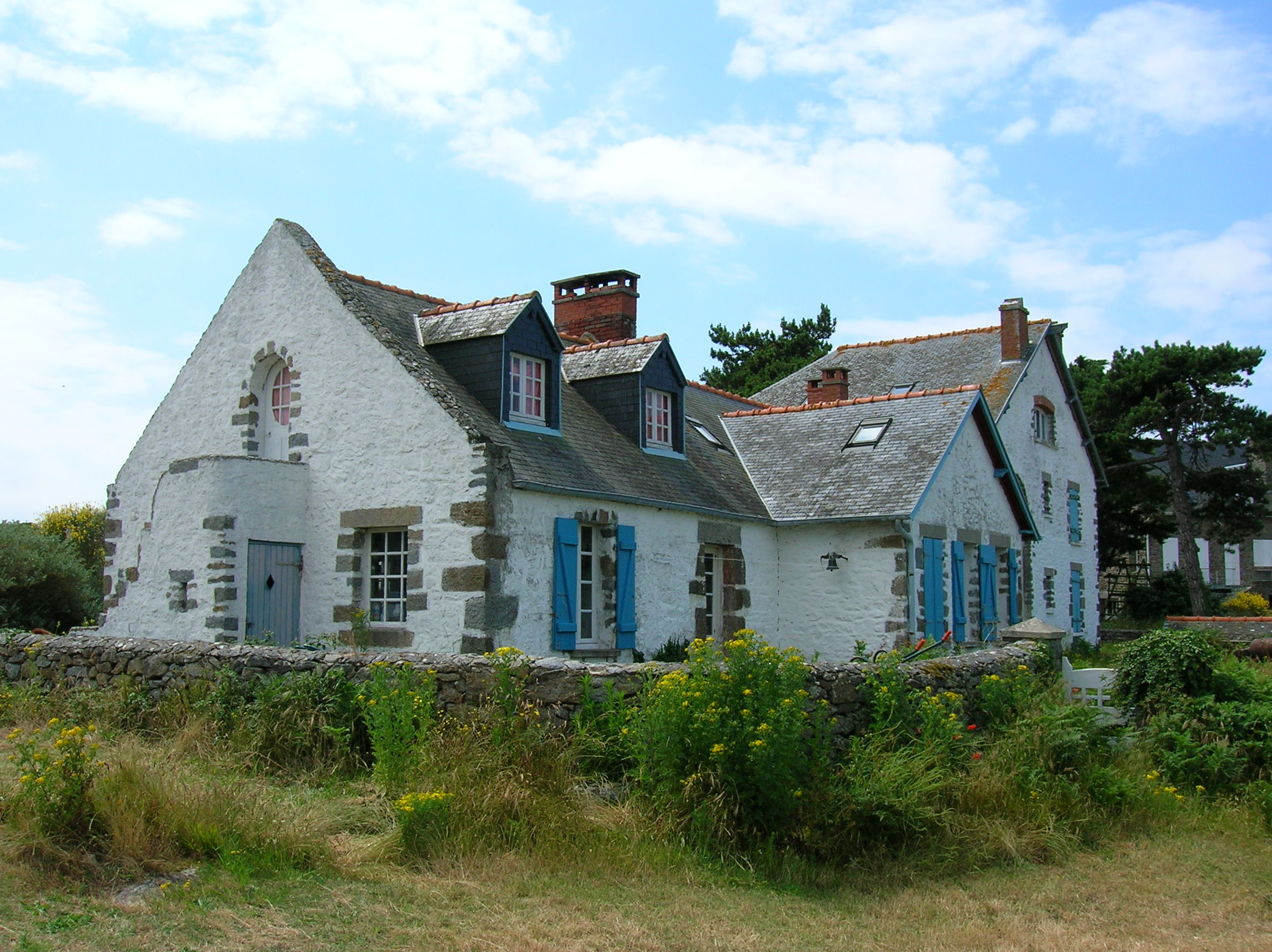
Das Haus von Marin-Marie auf den Chausey-Inseln

Marin-Marie (* 10. Dezember 1901 in Fougerolles-du-Plessis; † 11. Juni 1987 in Saint-Hilaire-du-Harcouët), mit bürgerlichem Namen Marin Marie Paul Emmanuel Durand Couppel de Saint-Front, war ein französischer Schriftsteller und Marinemaler.

## Leben
Seine Mutter Marie starb bereits 1913. Er studierte in Rennes und wurde zum Doktor der Rechtswissenschaften promoviert. Außerdem nahm er Abendkurse an der École nationale supérieure des beaux-arts de Paris. 1923/24 stellte er erste Arbeiten in Paris (Galerie Devambez) aus.
Marin-Marie begleitete Kapitän Charcot auf dessen Arktisexpedition. Seit 1935 war Marin-Marie offizieller Maler der französischen Marine. Er war Träger des Ordens der gallischen Francisque.